# Primitivo Hernández Sampelayo
Primitivo Hernández Sampelayo (Madrid, 27 de noviembre de 1880 - 15 de septiembre de 1959) fue un ingeniero de minas español. Miembro de la Real Academia de las Ciencias Exactas, Físicas y Naturales.
Fue Inspector general del Cuerpo de Ingenieros de Minas, Vocal del Instituto Geológico y Minero de España, y miembro de la Academia Gallega. Asimismo fue miembro de la Comisión Internacional de Estratigrafía y Presidente de la Sección de Estratigrafía en el Instituto Lucas Mallada del Consejo Superior de Investigaciones Científicas. Antes había sido Presidente del Instituto de Ingenieros de Minas y Consejero de Obras Hidráulicas y de las Minas de Almadén y Arrayanes. Escribió numerosas obras de geología, paleontología y minería.